# 清肺排毒汤
清肺排毒汤（又称清肺排毒颗粒）是中国国家中医药管理局研制的一种针对新型冠状病毒的改善症状的中药。批准文号为国药准字C20210001，上市许可持有人为中国中医科学院中医临床基础医学研究所，生产单位为漳州片仔癀药业股份有限公司。2023年1月8日，该药与阿兹夫定片参与医保药品目录谈判成功 。